# ディオゴ・ロペス・デ・セケイラ
ディオゴ・ロペス・デ・セケイラ（1465年 – 1530年）は、ポルトガルの航海者。フィダルゴ。
国王マヌエル1世の命令で、マダガスカル（当時は葡: Ilha de São Lourenço聖ロレンソの島、と呼ばれていた）の偵察と貿易の可能性を探るために派遣され、後にはインドに至った。この旅の途上で彼はパサイやスマトラ島に到達し、各所にポルトガルの国章のついた標識パドレイオを立てた。また別の旅ではセウタ、アシラー、クサル・スギール、ディーウ、ゴアなども通った。
1509年9月11日に船団を率いてマラッカ王国に到着した。マラッカにポルトガルの船団が来たのはこれが初めてだった。地元のスルタンの許可を得て5隻の船を接岸させ、信任状と贈り物を届けて交易を始めようとした。最初はそれは受理され、貨物と人員が陸揚げされたが、しかし交易の開始は認められなかった。グジャラート人のイスラム系商人が政府高官（en:Bendahara）の支持を得て反対していた。
最終的に攻撃を受けたディオゴ・ロペス・デ・セケイラは3隻だけの船を率いてインドに脱出し、後には2隻の炎上する船といくらかの負傷者、そして19人の捕虜が残された。
これはアフォンソ・デ・アルブケルケがマラッカ征服に乗り出す機会を与えた。捕虜の釈放を求める彼によって1511年にマラッカは征服された。
その後セケイラはポルトガル領インドの総督（在1518年–1522年）になり、いくつかの戦いを指揮した。
また、1520年には紅海への航海を指揮し、初代ポルトガル駐箚エチオピア大使のロドリゴ・デ・リマ（葡: Rodrigo de Lima）や、エチオピアがヨーロッパに派遣した大使アルメニアのマテウスたちからなる外交官の一行をマッサワまで送り届けた。
総督としての勤務振りは（当時としては珍しくないが）私腹を肥やすための努力を惜しまないものだった。
ポルトガル帰国後の1523年にアルモタセ・モルに任じられた。さらに1524年には国王ジョアン3世の下、トルデシリャス条約では不明だったアジアでの境界線、特に重要な香料諸島ことモルッカ諸島の領有権などを定めるためにエルヴァスとバダホスの間で行われたエルヴァス＝バダホス会議の代表団として参加した。（最終的にサラゴサ条約が結ばれた）この会議での働きで、王からの好意を得たとされる。

## 関連書籍
- Ronald Bishop Smith, Diogo Lopes de Sequeira, "Diogo Lopes de Sequeira: Elements on His Office of Almotacé Mor", Silvas, 1975 (Inclui o texto de cinco cartas (Fev.1524-Dez.1524) trocadas entre o rei, D.João III e Diogo Lopes de Sequeira, regulador real de pesos, medidas e preços).
- David B. Quinn, Cecil H. Clough, Paul Edward Hedley Hair, "The European outthrust and encounter",p. 97, Liverpool University Press, 1994, ISBN 978-0-85323-229-2
- Henry Morse Stephens, "Albuquerque", p. 97 - the conquest of Malacca
- James Maxwell Anderson, "The history of Portugal", p. 72, conquest of the city of Malacca, Greenwood Publishing Group, 2000, ISBN 978-0-313-31106-2
- Sanjay Subrahmanyam, "The Career and Legend of Vasco Da Gama", p. 300, Cambridge University Press, 1997

| 先代 en:Lopo Soares de Albergaria | ポルトガル領インド総督 1518 - 1522 | 次代 en:Duarte de Menezes |